# Université de Gafsa
L'université de Gafsa (arabe : جامعة قفصة) est une université tunisienne basée à Gafsa.

## Établissements sous tutelle

### Écoles et instituts
- École nationale d'ingénieurs de Gafsa
- Institut préparatoire aux études d'ingénieurs de Gafsa
- Institut supérieur des études appliquées en humanités de Gafsa
- Institut supérieur d'administration des entreprises de Gafsa
- Institut supérieur des arts et métiers de Gafsa
- Institut supérieur des sciences appliquées et de technologie de Gafsa (ar)
- Institut supérieur des sciences et des technologies de l'énergie de Gafsa (ar)
- Institut supérieur des études appliquées en humanités de Tozeur (ar)

### Facultés
- Faculté des sciences de Gafsa (ar) : faculté tunisienne fondée en vertu de la loi n°75-1993 du 12 juillet 1993, dispensant des enseignements en sciences fondamentales et appliquées.

## Établissements en cotutelle
- Institut supérieur du sport et de l'éducation physique de Gafsa (ar)